# Microrregión de Jaboticabal
La Microrregión de Jaboticabal es una de las  microrregiones del estado brasileño de São Paulo perteneciente a la Mesorregión de Ribeirão Preto. Su población fue estimada en 2006 por el IBGE en 415.120 habitantes y está dividida en diecisiete municipios. Posee un área total de 4.711,798 km².

## Municipios
- Bebedouro
- Cândido Rodrigues
- Fernando Prestes
- Guariba
- Jaboticabal
- Monte Alto
- Monte Azul Paulista
- Pirangi
- Pitangueiras
- Santa Ernestina
- Taiaçu
- Taiúva
- Taquaral
- Taquaritinga
- Terra Roxa
- Viradouro
- Vista Alegre do Alto

- Datos: Q2351224